# Kom (szczyt)
Kom (bułg. Ком, t. Wielki Kom – Голям Ком – Goljam Kom, 2016 m) – szczyt w zachodniej części Starej Płaniny, na południe od Berkowicy. Kom i położone na wschód od niego niższe szczyty Sreden (Średni) i Małyk (Mały) Kom tworzą pasmo o przybliżonym położeniu wschód-zachód, zaokrąglonym trawiastym grzbiecie, stromym kamienistym północnym stoku i łagodnym trawiastym południowym stoku. Najbardziej imponujący jest widok na północ od szczytu – widać Berkowicę, Berkowskie pole i oddalone o 30 kilometrów Montanę i jezioro zaporowe Ogosta.

## Szlaki turystyczne

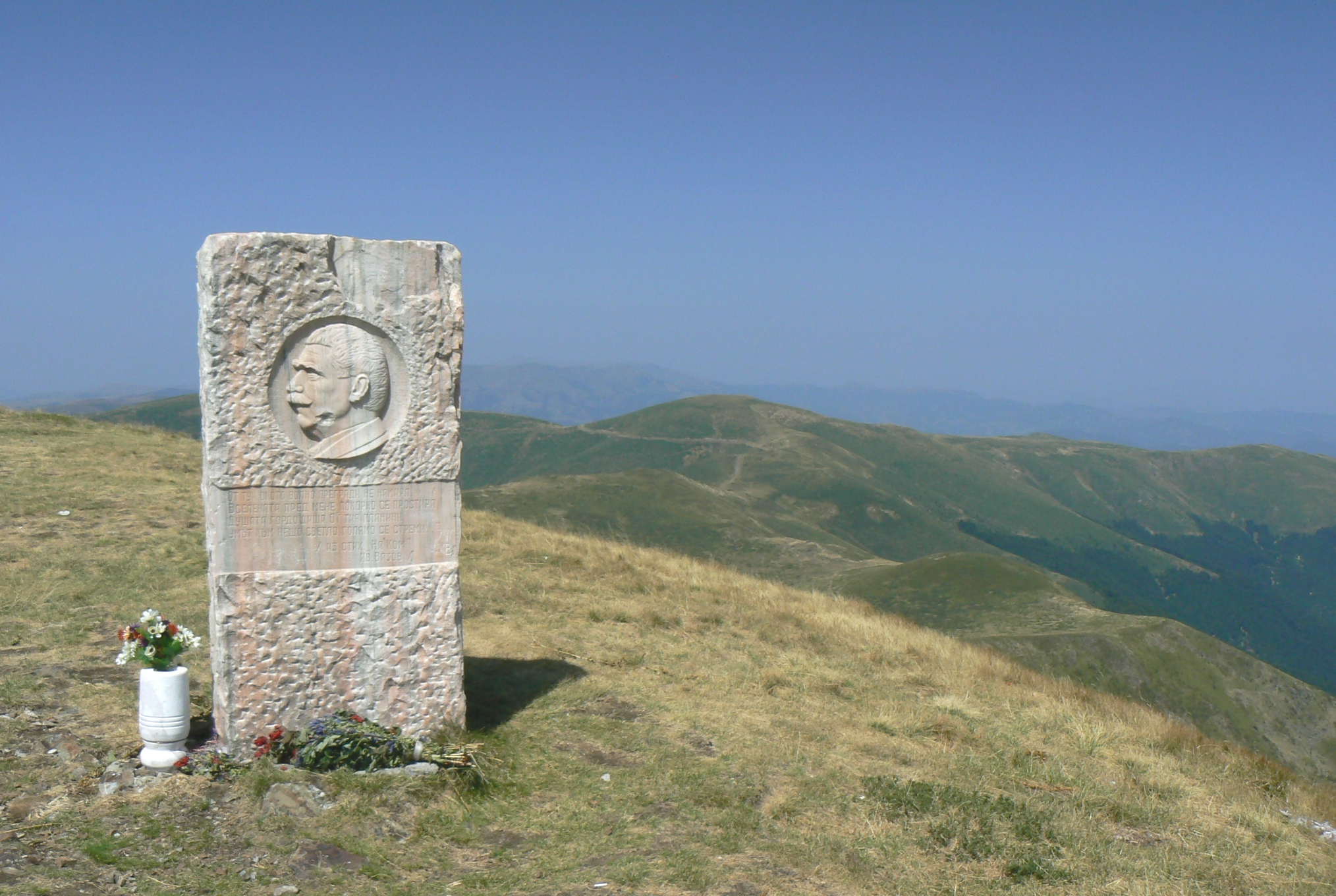
Płaskorzeźba przedstawiająca Wazowa i widok ze szczytu

Imponujący widok ze szczytu natchnął pisarza Iwana Wazowa do napisania poematu „Na Kom”. Na jego cześć w pobliżu szczytu góry została postawiona kamienna tablica z płaskorzeźbą przedstawiającą pisarza i wersy z „Na Kom”. Na szczycie zaczyna się szlak  Kom - Emine – bułgarski odcinek europejskiego szlaku turystycznego E-3.
Punkty startowe
- Schronisko Kom – położone 15 km od Berkowicy na północnym zboczu Małego Komu. Ze schroniska do szczytu (około 2 godzin) szlak wiedzie za palami zimowego oznaczenia, prowadzi przez przełęcz między Małym i Średnim Komem i dochodzi od zachodu łagodnym komskim grzbiecie na Kom.
  - Z Berkowicy do punktu startowego – schroniska Kom dochodzi się asfaltową drogą o długości 15 km, 3:30 godz. pieszo po znakowanym szlaku.
- Przełęcz Petrochańska. Z przełęczy do szczytu (3:30 godz.) wiedzie  czerwony szlak, część szlaku Kom – Emine. Najpierw idzie się drogą z Petrochanu do schroniska Kom, przez buczynę i łąki. Na wschodnim zboczu Małego Komu szlak odbija z drogi, obchodzi szczyt od południa i dołącza do szlaku przez komski grzbiet.
- Wieś Komsztica. Ze wsi do szczytu (3 godz.) wiodą nieutwardzone dróżki w kierunku północno-wschodnim i dochodzą do południowego zbocza Komu. Stamtąd wejść na szczyt można od południa bez szlaku przez rzadki las iglasty.
- Wieś Ginci. Ze wsi na szczyt (3 godz.) najpierw idzie się na północny zachód żwirowatą drogą w kierunku schroniska Malina, na północ od miejsca Etropole. Przy schronisku skręca się na północ na nieutwardzoną drogę i osiąga się znów południowe trawiaste zbocza komskiego pasma.

Z Komu zaczyna się coroczny offroadowy wyścig Kom – Emine.

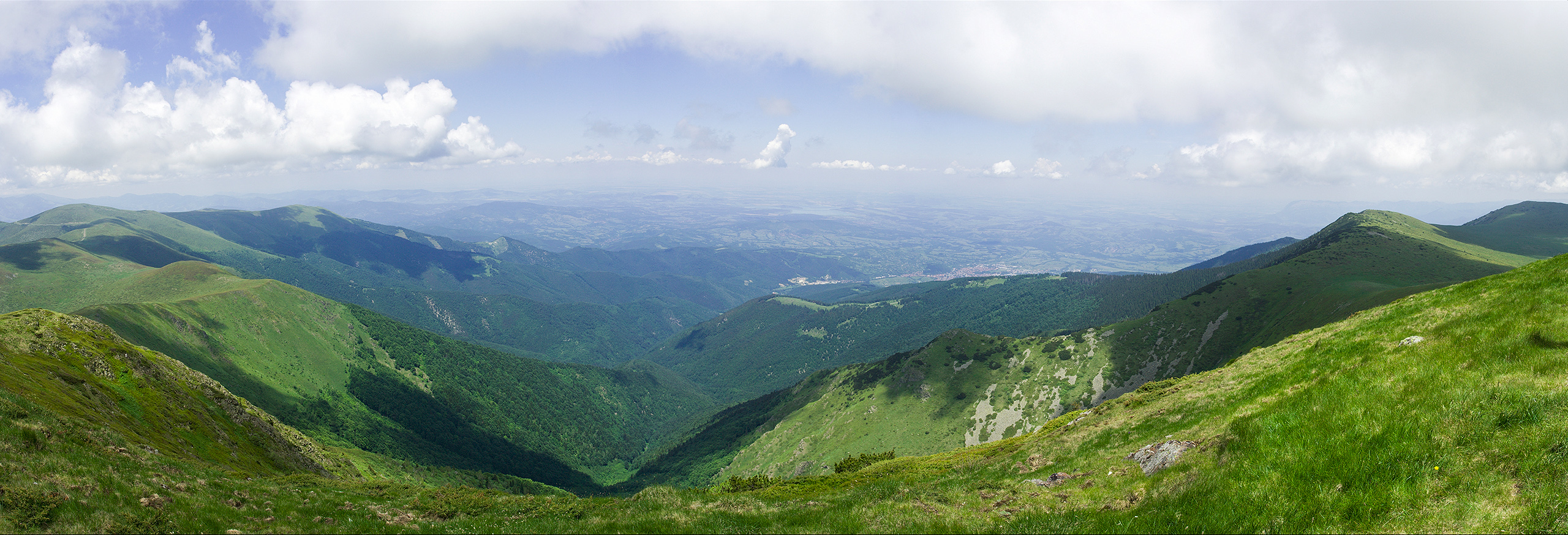
Panoramiczny widok z Komu ku dolinie na północ i Berkowicy